# Tenondé Porã
Tenondé Porã é uma terra indígena (TI) da etnia guarani mbiá que ocupa uma área de 15.969 hectares, nos municípios de São Paulo (nos distritos de Parelheiros e Marsilac, Zona Sul do município), São Bernardo do Campo, São Vicente e Mongaguá, com uma população estimada em 1.175 pessoas em 2015 pelo Instituto Socioambiental, enquanto a Folha de S.Paulo cita cerca de dois mil habitantes. Falam apenas a língua guarani entre si, e praticam religião tradicional indígena. Plantam mandioca, feijão, milho e batata doce, entre outros alimentos, tendo como fonte de renda os salários de pessoas trabalhando em órgãos governamentais, programas sociais como o Bolsa Família e a venda de artesanatos.

## Aldeias
A terra indígena é formada pelas seguintes aldeias:
- Guyrapaju
- Kalipety
- Kuaray Rexakã
- Yyrexakã
- Karumbe'y
- Pai Matias
- Venturaoikoa[1]

## Histórico
A luta pela demarcação do território começou na década de 1980, quando as comunidades guaranis se viram pressionadas pelo crescimento urbano da Região Metropolitana de São Paulo. Áreas de ocupação tradicional já haviam sido destruídas pela abertura da Rodovia dos Bandeirantes, em 1978. Em 1987 foram demarcadas duas aldeias, porém com apenas 26 hectares cada. Após a mudança das regras trazida pela Constituição de 1988, líderes da comunidade passaram a pressionar pelo reconhecimento de suas áreas tradicionais de uso e ocupação.
O processo de reconhecimento na Funai só começou em 2002. Em 2012 o órgão aprovou os estudos de identificação da TI. Um ano depois, foram aprovados também os estudos referentes à TI Jaraguá, também no município de São Paulo. Começou então a campanha “Assina logo, Cardozo”, pressionando o ministro da Justiça, José Eduardo Cardozo, a assinar o reconhecimento dos dois territórios. No jogo de abertura da Copa do Mundo FIFA de 2014, entre Brasil e Croácia, o xondaro (guerreiro) Wera Jeguaka, representante dos povos indígenas na cerimônia, ergueu uma faixa com a frase "Demarcação Já", que assim foi transmitida para o mundo inteiro.
A TI Jaraguá, ameaçada por uma ação de reintegração de posse que chegou ao Supremo Tribunal Federal, foi finalmente oficializada em 2015. Em 5 de maio de 2016, o ministro da Justiça Eugênio Aragão assinou a Portaria Declaratória da TI Tenondé Porã.